# نيك هولت
نيك هولت (بالإنجليزية: Nick Holt)‏ هو مدير فني أمريكي، ولد في 15 أكتوبر 1962.